# Мені однаково
«Мені однаково» — вірш Тараса Шевченка, написаний 17-19 травня 1847 року у С.-Петербурзі і входить до циклу «В казематі».

## Сюжет
Цей вірш, написаний Шевченком у передчутті жорстокого присуду, фактично започаткував провідні теми його невільницької лірики (мотиви неволі, вірності революційним ідеалам, уболівань і туги за Україною). Для поета, який розумів, що йому не минути тяжкого і тривалого заслання («В неволі, плачучи, умру»), більшою трагедією, ніж його особиста доля, була доля батьківщини, гнобленої самодержавством і власним панством. Поет також розумів, що справа Кирило-Мефодіївського товариства дасть привід царизмові посилити реакцію, соціальне й нац. гноблення. У вірші яскраво виявилися революц. патріотизм Шевченка, незламність його переконань, органічне відчуття своєї спільності з долею батьківщини.

## Автографи, написання та публікація
Зберіглося декілька чистових автографів вірша: в окремому рукопису циклу «В казематі»; у «Малій книжці»; у «Більшій книжці». Автографи не датовані.
Вірш датується за місцем автографа в окремому рукопису циклу «В казематі» та часом ув'язнення Шевченка з 17 квітня по 30 травня 1847 року у казематі III відділу, орієнтовно: 17 квітня — 19 травня 1847 року, місце написання — С.-Петербург.
Первісний автограф не відомий. До найранішого відомого рукопису циклу «В казематі» вірш переписано між поезіями «За байраком байрак…» та «Не кидай матері, казали...», раніше від поезії «Весеннє сонечко ховалось...» («Н. Костомарову»), яка в окремому автографі має дату: «1847 мая 19». Тут ще нема рядка 11 («На нашій славній Україні»). З цього рукопису Шевченко після повернення з Аральської описової експедиції до Оренбурга, наприкінці 1849 року (не раніше 1 листопада) або на початку 1850 року (не пізніше 23 квітня — дня арешту поета), переписав вірш у складі циклу «В казематі» (під № 3) до «Малої книжки» (до другого зшитка за 1846 — 1847 років). Поет вніс деякі зміни в рядки 21 і 22, з тексту рядка 12 зафіксував лише початок: «На», решту ж, очевидно, з обережності, позначив рядком крапок, які заступили, найімовірніше, такий текст, що відповідає тексту окремого рукопису циклу «В казематі»: «обезчещеній землі». 
Згодом, найімовірніше 1857 року, під кінець перебування на засланні в Новопетровському укріпленні, Шевченко заповнив цю автокупюру в «Малій книжці» новоствореним варіантом: «На нашій славній Україні». Текст твору набув остаточного вигляду. 18 березня 1858 року, під час перебування в Москві, Шевченко без змін переписав його в складі циклу «В казематі» з «Малої книжки» до «Більшої книжки».
Влітку 1856 року, не пізніше 15 серпня, копію з чистового рукопису-автографа циклу «В казематі» (крім поезії «Не спалося, а ніч, як море...»), що належав тоді В. В. Тарновському, зробив П. О. Куліш.
Вперше вірш надруковано за списком П. О. Куліша в журналі «Мета» 1863 року (№ 4, стор. 211 — 273) під назвою «Сидючи в неволі 1847», який походить від слів П. О. Куліша у цьому списку: «Сидючи в неволі в 1847 годі, Тарас розважав себе піснями. Пом'янемо ж і ми пам'ять його».
Вперше введено до збірки творів у виданні: «Кобзарь Тараса Шевченка / Коштом Д. Е. Кожанчикова» 1867 року (С.-Петербург, стор. 389), і того ж року у виданні: «Поезії Тараса Шевченка» (Львів, том 1, стор. 252 — 253) (у першому випадку подано за «Більшою книжкою» з купюрами в рядках 15 — 16 «Молися, сину, за Вкраїну Його замучили колись»; у другому — за списком П. О. Куліша з довільною зміною рядка 21 — «Задушать в сні, і в огні»).

## Музика
Музику до твору написали М. В. Лисенко і Я. В. Смеречанський.